# Kuripansari
Kuripansari is een bestuurslaag in het regentschap Mojokerto van de provincie Oost-Java, Indonesië. Kuripansari telt 2428 inwoners (volkstelling 2010).